# نت باتلر
نت باتلر (بالإنجليزية: Nat Butler)‏  (و. 1870 – 1943 م) هو راكب دراجة هوائية أمريكي، ولد في هاليفاكس، توفي في رفير، عن عمر يناهز 73 عاماً.

## روابط خارجية
- نت باتلر على موقع أرشيف الدراجات (الإنجليزية)
- نت باتلر على موقع إحصائيات الدراجات الإحترافية (الإنجليزية)